# Windham, Ohio
Windham là một làng thuộc quận Portage, tiểu bang Ohio, Hoa Kỳ. Năm 2010, dân số của làng này là 2209 người.

## Dân số
- Dân số năm 2000: 2806 người.
- Dân số năm 2010: 2209 người.